# Chery Cowin

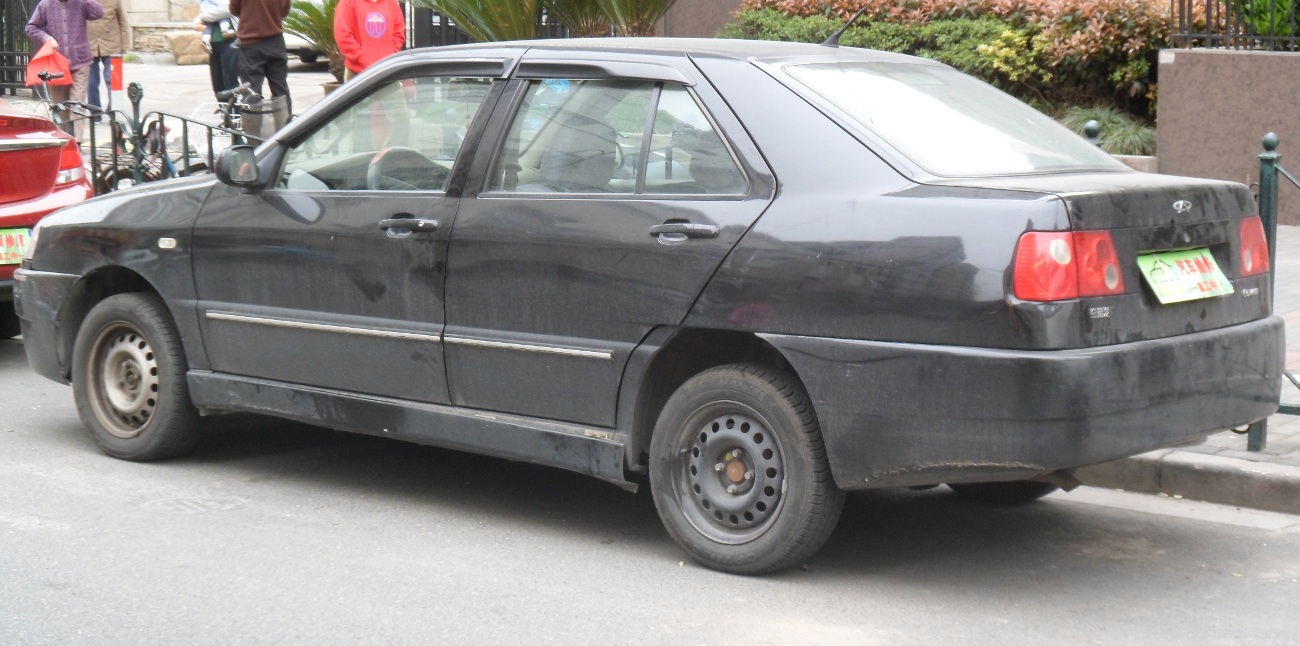
Heckansicht

Der Chery Cowin ist ein Kompaktklassewagen des chinesischen Herstellers Chery Automobile. Weitere Bezeichnungen sind A15 (interner Produktcode), A168, Flagcloud oder Amulet. Der Wagen ist eine optische Weiterentwicklung des Chery Fulwin, der wiederum auf dem Seat Toledo des Jahres 1991 basiert. Neben diesem hat Chery im gleichen Segment auch den moderneren Chery Fulwin 2.
Der Cowin wird von einem 1,5-l-Ottomotor mit einer maximalen Leistung von 80 kW angetrieben.

## Sicherheit
Für das Fahrzeug gab es gegen Aufpreis Airbags und ABS.
Die russische Autozeitung AutoReview hat im Jahr mit dem Wagen einen Crashtest nach Euro-NCAP-Norm durchgeführt. Bei dem bei einer Aufprallgeschwindigkeit von 64 km/h durchgeführtem Test kam es zu einer starken Deformation der Fahrgastzelle, einige Messwerte der Crashtest-Dummies überschritten die damaligen von Euro NCAP gesetzten Grenzwerte. Beim im selben Jahr für die britische Vehicle Certification Agency durchgeführte Crashtest mit einer Aufprallgeschwindigkeit von 56 km/h nach ECE R94 blieben die Messwerte innerhalb der Grenzwerte.